# シャルル・ボネ症候群
シャルル・ボネ症候群（シャルル・ボネしょうこうぐん、Charles Bonnet syndrome, CBS）または解放性幻視（かいほうせいげんし、visual release hallucinations）とは、心理物理学的な視覚障害の一種であり、著しい視力低下をした人が経験する複雑幻視である。
1760年にシャルル・ボネによって初めて記録され、シャルル・ボネ症候群という用語は、1982年に初めて英語圏の精神医学に導入された。視覚入力がない場合に起こる関連するタイプの幻視として、閉眼幻視がある。

## 症状
著しい視力低下のある人は、鮮明な反復幻視（虚構性視覚知覚）を起こすことがある。この幻視の特徴の1つとして、「不思議の国のアリス症候群」（文字または物体が通常よりも小さく感じる幻覚）がある。幻視は、その内容によって単純幻視と複雑幻視に分類される。単純幻視は、一般的に図形や光、格子状の模様が見えるのが特徴である。一方、複雑幻視は、人や物などの非常に詳細な表現で構成される。最も一般的な幻視は、顔や漫画の幻視である。患者は、その幻視が現実のものではないことを認識している（偽幻覚）。この幻覚は視覚のみであり、聴覚、嗅覚、味覚などの他の感覚には発生しない。幻覚は通常、目を開けているときに現れ、視線が移動すると消えてゆく。CBSの発生には、感覚遮断が関与していると広く主張されている。活動していない時に幻覚が現れやすくなる。CBSを患っている人の大多数は、幻視の持続時間は数分で、1日または1週間に何度も繰り返すと説明している。
CBSは、全ての年齢層で影響を受ける可能性があるが、主に影響を受けているのは70～80歳の年齢層である。視力が著しく低下した高齢者（65歳以上）では、シャルル・ボネ症候群の有病率は10%から40%と報告されている。2008年のオーストラリアの研究では、有病率は17.5%と報告されている。しかし、アジアの2つの研究では、有病率はかなり低いと報告されている。この障害については、過少報告が多いことが、正確な有病率を決定する上で最大の障害となっている。過少報告は、精神異常というレッテルを貼られることを恐れて、症状について話すことを恐れているために起こると考えられている。

## 病態生理

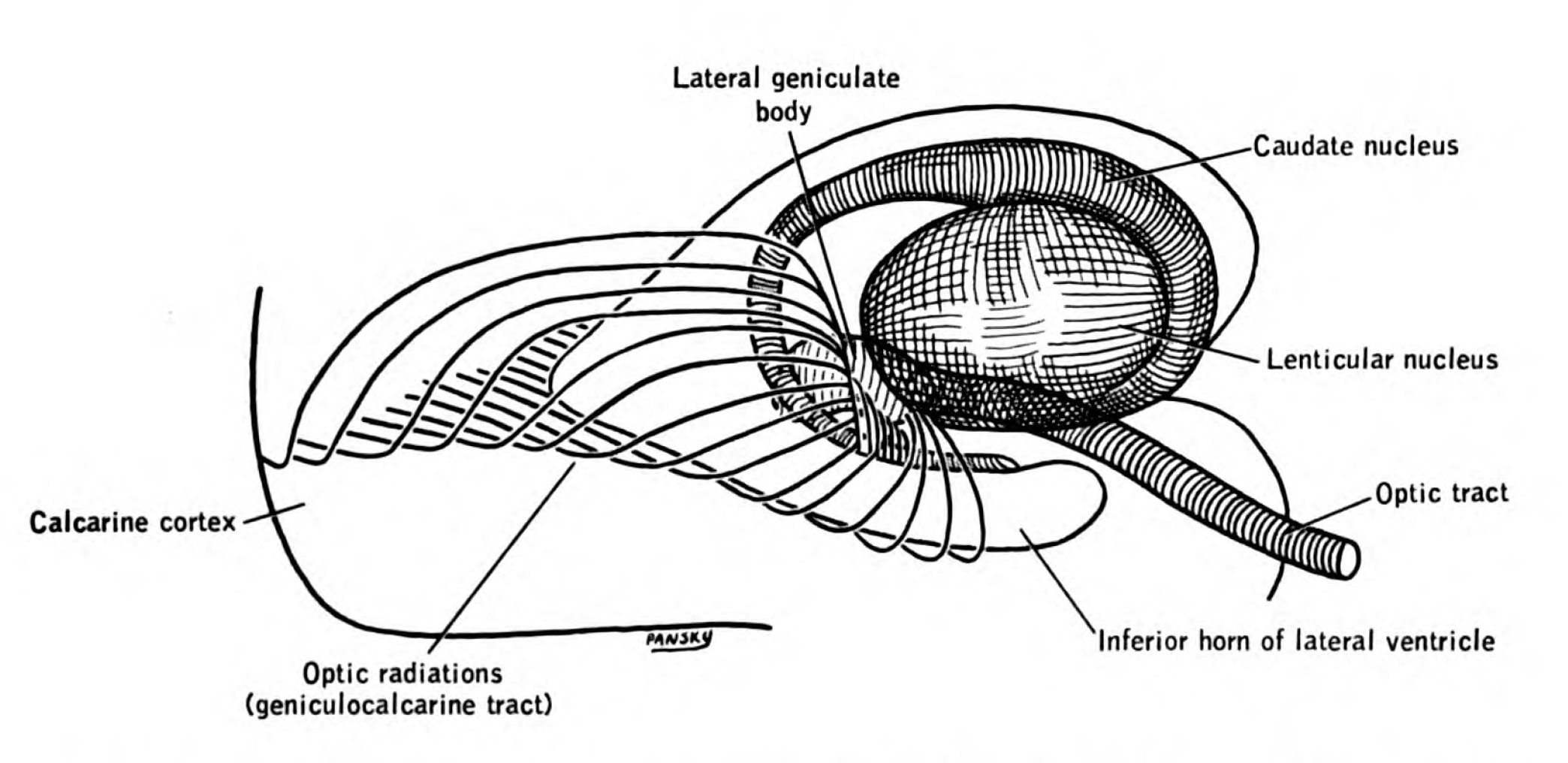
ヒトの神経系の解剖図

CBSの定義については、一般的なコンセンサスはない。CBSと相関する主要な因子は、視力の低下、視野喪失、高齢である。幻視の特徴は、眼球損傷の解剖学的部位と特に関連しているわけではないが、通常は視力低下の部位と一致している。CBSの最も一般的に受け入れられている理論は、極度の視覚障害が知覚の求心路遮断を促進し、脱抑制を引き起こし、その結果、視覚皮質領域の突然の神経発火を引き起こすというものである。いくつかの研究では、幻視は盲目領域に集中している可能性が高いことが報告されている。CBS患者のfMRIでは、幻視と腹側後頭葉の活動との関係が示されている。加齢黄斑変性(AMD)と有色幻視との関連が提示されている。色覚信号は外側膝状体(LGN)の傍細胞層を通過し、後に背側皮質視覚路の色領域に伝達される。黄斑部に位置する錐体視細胞の損傷により、視覚連合野への視覚入力が著しく減少し、色領域の内因性活性化を刺激し、結果として色の幻視を引き起こす。黄斑変性症と同時にCBSを有する患者では、視覚連合野の色領域の活動性が亢進していることがfMRIで示されている。重度の眼疾患を有していても視力を維持している人は、CBSの影響を受けやすいと考えられる。
ディープボルツマンマシン(DBM)は、ニューラル・フレームワークの中で無方向の確率的プロセスを利用する方法である。研究者は、DBMが大脳皮質の学習、知覚、視覚野（幻視の場所）の特徴をモデル化する能力を持っていると主張している。また、神経細胞の活動を安定化させるために、大脳皮質の恒常性操作が果たす役割についても、説得力のある証拠が詳細に示されている。DBMを用いて、感覚入力がない場合に、ニューロンの興奮性が影響を受け、複雑幻視を引き起こす可能性があることを研究者らは示している。

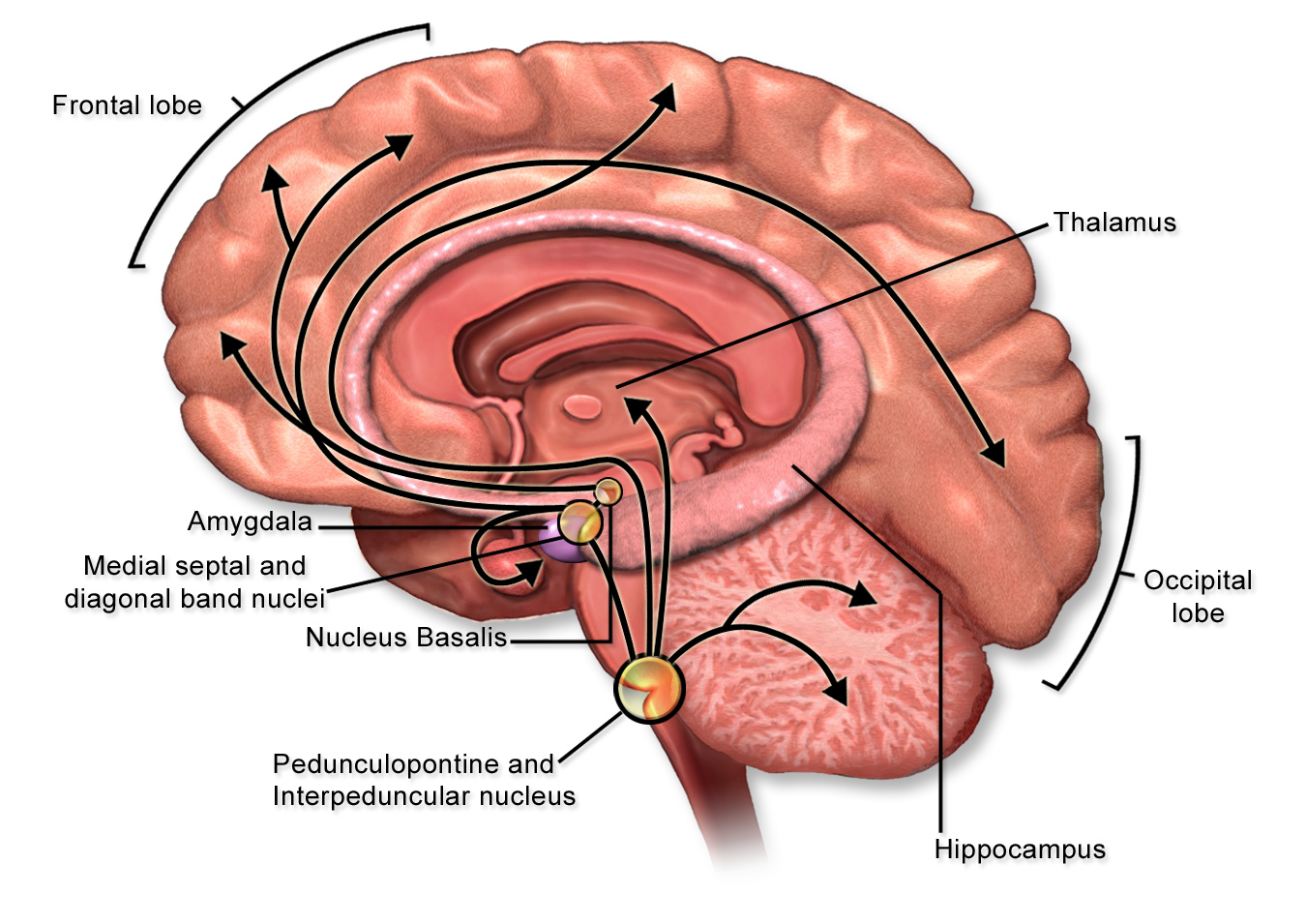
アセチルコリン経路

情報のフィードフォワードとフィードバックの流れのレベルの短期的な変化は、幻視の発生に強く影響することがある。眠気のある時には、CBSに関連した幻視が発生しやすくなる。視力が失われた後の皮質の恒常性プロセスを破壊することで、幻視の出現を防ぐことができる可能性がある。アセチルコリン(ACh)は視床入力と皮質内入力のバランスや、ボトムアップとトップダウンのバランスに影響を与える可能性がある。特にCBSでは、皮質部位でのアセチルコリンの不足が幻視の発症に対応している。
また、メチルアルコール中毒による両側性視神経障害の後に発症することもある。

## 診断
CBSの診断には、検眼学、眼科学、老年医学、精神医学、神経学などの様々な分野が関与している。全ての臨床医がCBSを認知しているわけではないため、しばしば誤診され、精神病、せん妄、認知症と診断されることがある。その結果、CBS患者の60%近くが医師への告知を躊躇していると推定されている。幻視の種類に焦点を当てることで、正確な診断が可能になる。患者がCBSを示す症状を呈している場合には、生化学検査パネルや血球数検査などの基本的な検査や、脳機能イメージングが正確な診断の助けになるかもしれない。

## 予後
CBSに対する有効性が証明された治療法はない。CBSを経験している人にとって、自分が精神疾患なのではなく、その症状がCBSであるということを知ることは、幻視に対処する能力を向上させることができるため、これまでのところ、最も患者を安心させる治療法である。幻視の初期症状から時間が経つにつれて、CBS患者の約60%は幻視が生活に影響を与えないと感じ、33%は生活に支障をきたすと感じ、7%は幻視に喜びを感じるようになる研究結果が出ている。
CBSに罹患している人の大部分は、視力が低下し始めると幻視を発症し、視力が完全に消失すると幻視が止まる。第一の視力低下が初期皮質野の損傷によるものであれば、複雑幻視が時間の経過とともに進行することがある。既にCBSの症状が出ているときに初期皮質野の活性化を抑制すると、幻視が一時的に止まることがある。また、目を閉じたり、まばたきをしたりして短時間だけ視力を遮断することが有効な場合がある。
ストレスを感じる出来事が、幻視体験やCBSの感情体験の性質を変化（気にならないものから気になるものへ）させる可能性がある。患者によっては、CBSと急性ストレス障害(ASD)や心的外傷後ストレス障害(PTSD)との間に相互作用が存在する場合もある。CBSにおいてトラウマが果たす役割は、幻視エピソードがいつ、どのように誘発されるかに影響する。

## 歴史

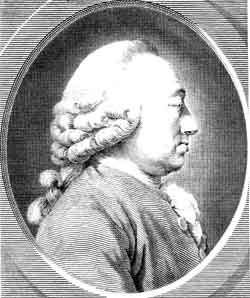
CBSを初めて記録したシャルル・ボネ

CBSは、1760年にジュネーヴの博物学者シャルル・ボネによって最初に発見された。ボネは、両目の白内障でほぼ失明していた89歳の祖父にこの症状が起きたことを報告している。ボネの祖父が両眼白内障の手術を受けた後、彼の視力はわずかに回復したものの、時間の経過とともに完全に悪化していった。彼の幻視が始まったのはこの頃だった。彼の幻視は、男性、女性、鳥、馬車、建物、タペストリー、物理的に不可能な状況、足場のパターンなどだった。彼の健康状態は良好で、精神疾患もなく、幻視の原因は不明のままだった。40歳になったシャルル・ボネ自身も、原因不明の重度の視力低下に悩まされていた。
1967年、スイスの神経学者ジョルジュ・ド・モルシエが、最初の報告者であるボネに因んで「シャルル・ボネ症候群」という用語を造語した。ド・モルシエのCBSの記述は、通常、典型的な認知能力を持つ高齢者に発生する集中的な神経変性を示唆している。1936年、神経精神科医のジーン・レルミットとフリアン・デ・アフリアグエラは、幻視は視床病変と眼病理からなると結論づけた。この定義は、幻視には眼病理は関与していないと考えていたド・モルシエの定義と矛盾している。精神医学の文献では、CBSの最も一般的に受け入れられている解釈は、GoldとRabinsの解釈である。1989年、彼らはCBSに関連した幻視は他の感覚モダリティに影響を与えていないと詳細に述べている。彼らは、幻視はしばしばステレオタイプ的で、持続性があり、反復性があると考えている。

## 社会と文化
CBSは以下のもので取り上げられている。
- ヴィラヤヌル・S・ラマチャンドランの著書『脳のなかの幽霊』(Phantoms in the Brain)。ラマチャンドランは、ジェームズ・サーバーは幼少期に片目を失明しており、彼の想像力の源はCBSではないかと示唆している[17]。
- ヴィクラム・チャンドラ（英語版）の2006年の小説『聖なるゲーム』(Sacred Games)
- デイビット・イーグルマン（英語版）の著書『あなたの知らない脳──意識は傍観者である』(Incognito: The Secret Lives of the Brain)
- オリバー・サックスの2012年の著書『見てしまう人びと 幻覚の脳科学』(Hallucinations)
- 2012年のインド映画"Jawan of Vellimala"[18]
- ギリシアの作曲家スピロス・シルモスの2014年の室内オペラ"The Black Canvas"
- マーガレット・アトウッドの短編"Torching the Dusties"
- 2019年のネット配信映画『ベルベット・バズソー: 血塗られたギャラリー』(Velvet Buzzsaw)